# Borgocarbonara
Borgocarbonara ist eine italienische Gemeinde (comune) in der Provinz Mantua in der südwestlichen Lombardei. Die Gemeinde gehört zur Oltrepò mantovano. Der Verwaltungssitz der Gemeinde befindet sich im Ortsteil Carbonara di Po.

## Geographie
Die Gemeinde liegt etwa 30 Kilometer ostsüdöstlich von Mantua am Po und grenzt unmittelbar an die Provinz Rovigo (Venetien). Der Lago di Trebecca liegt südöstlich der Gemeinde.

## Geschichte
Am 1. Januar 2019 wurde die Gemeinde aus den bisher eigenständigen Kommunen Borgofranco sul Po und Carbonara di Po gebildet.

## Bevölkerung
| Bevölkerungsentwicklung | Bevölkerungsentwicklung | Bevölkerungsentwicklung | Bevölkerungsentwicklung | Bevölkerungsentwicklung | Bevölkerungsentwicklung | Bevölkerungsentwicklung | Bevölkerungsentwicklung | Bevölkerungsentwicklung | Bevölkerungsentwicklung | Bevölkerungsentwicklung | Bevölkerungsentwicklung | Bevölkerungsentwicklung | Bevölkerungsentwicklung | Bevölkerungsentwicklung | Bevölkerungsentwicklung |
| ----------------------- | ----------------------- | ----------------------- | ----------------------- | ----------------------- | ----------------------- | ----------------------- | ----------------------- | ----------------------- | ----------------------- | ----------------------- | ----------------------- | ----------------------- | ----------------------- | ----------------------- | ----------------------- |
| Jahr                    | 1871                    | 1881                    | 1901                    | 1911                    | 1921                    | 1931                    | 1936                    | 1951                    | 1961                    | 1971                    | 1981                    | 1991                    | 2001                    | 2011                    | 2019                    |
| Einwohner               | 4958                    | 4053                    | 4565                    | 5011                    | 5057                    | 5000                    | 4938                    | 4668                    | 3441                    | 2758                    | 2592                    | 2360                    | 2228                    | 2123                    | 1931                    |

## Sehenswürdigkeiten
- Kirche Mariä Himmelfahrt aus dem 18. Jahrhundert in Carbonara di Po
- Villa Bisighini, Sitz der Gemeindeverwaltung, in Carbonara di Po
- Trüffelmuseum in Borgofranco sul Po